# مرکز خرید ماتکوس
مرکز خرید ماتکوس (انگلیسی: Matkus Shopping Center، فنلاندی: Kauppakeskus Matkus) یک بازار بزرگ در بخش جنوبی کوئوپیو، فنلاند است که در ۱۱ کیلومتر (۶٫۸ مایل) جنوب مرکز شهر در امتداد بزرگراه ۵ (جاده ئی۶۳ اروپا)، در منطقه تجاری ماتکوس از منطقه هیلتولان‌لاهتی واقع شده است. این پنجمین مرکز تجاری بزرگ در فنلاند است. در خط اتوبوس ۲۵ (شامل 25A و 25X) از میدان بازار کوئوپیو مستقیماً به مرکز خرید می‌رود.
این مرکز خرید در ۱ نوامبر ۲۰۱۲ افتتاح شد. این مرکز خرید حدود ۷۰ تا ۹۰ فروشگاه دارد و متعلق به گروه ایکانو (متعلق به ایکه‌آ) است. مغازه‌ها طبقه‌بندی مفهومی دارند، بنابراین به عنوان مثال، همه فروشگاه‌های ورزشی در کنار هم قرار گرفته‌اند تا مشتریان بتوانند چیزهای مورد نظر خود را راحت‌تر پیدا کنند. فروشگاه‌های مد و بوتیکها هم بر اساس گروه‌های هدف خود قرار گرفته‌اند.
در تابستان ۲۰۲۰، پارک فعالیت در فضای باز اولوپوئیستو با تم کوئوپیو، درست در کنار مرکز خرید، تکمیل شد.